# Medina (Washington)
Medina é uma cidade localizada no estado norte-americano de Washington, no Condado de King.

## Demografia
Segundo o censo norte-americano de 2000, a sua população era de 3011 habitantes.
Em 2006, foi estimada uma população de 3081, um aumento de 70 (2.3%).

## Geografia
De acordo com o United States Census Bureau tem uma área de 12,4 km², dos quais 3,7 km² cobertos por terra e 8,7 km² cobertos por água.

## Localidades na vizinhança
O diagrama seguinte representa as localidades num raio de 8 km ao redor de Medina.